# Aleksandr Chirjakow
Aleksandr Modestowicz Chirjakow, ros. Александр Модестович Хирьяков (ur. 31 lipca 1863 w guberni permskiej, zm. w 1940 w Warszawie) – rosyjski, a następnie emigracyjny poeta, pisarz i publicysta.

## Życiorys
Za młodu pełnił funkcję sekretarza osobistego Lwa N. Tołstoja. Organizował promowanie twórczości literackiej tego pisarza. Wchodził w skład komitetu do spraw wydania utworów L. N. Tołstoja. W tym celu współpracował z wydawnictwem W. G. Czertkowa „Posriednik”. Ponadto
pisał artykuły do licznych gazet i czasopism rosyjskich. Był też autorem wierszy, opowiadań i powieści, w tym dziecięcych. Od 1906 r. wydawał gazetę o „eserowskiej” orientacji „Gołos”. Został jednak aresztowany przez Ochranę, po czym skazano go na karę 1 roku więzienia. Po wybuchu I wojny światowej objął funkcję korespondenta frontowego gazety „Dień”. Po rewolucji bolszewickiej 1917 r. został aresztowany przez CzeKa, ale zdołał zbiec, po czym przedostał się do Francji. Zamieszkał w Paryżu. Stamtąd wkrótce przeniósł się do Polski. Pisał artykuły do emigracyjnej prasy rosyjskiej. Był też autorem opowiadań i powieści, a także recenzji literackich. Od 1925 r. wydawał biuletyn „Russkij bieżeniec”. W latach 30. przewodniczył Związkowi Pisarzy i Dziennikarzy Rosyjskich w Polsce. W 1934 r. zdobył pierwszą nagrodę ufundowaną przez Związek Pisarzy i Dziennikarzy w Jugosławii za opowiadanie „Miedwied'”. W 1937 r. współuczestniczył w opracowaniu „Antologii poezji rosyjskiej w Polsce”. W tym samym roku wydał książkę pt. „Puszkin dla dietiej”. W 1940 r. w okupowanej Warszawie popełnił samobójstwo.